# P.E.R.K.E.R.
P.E.R.K.E.R. er et yderst kritikerrost album af den dansk-palæstinensiske gangsterrapper Marwan, der blev udgivet på Tabu Records 1. maj 2007. Således gav Berlingske Tidende 5 stjerner og kaldte albummet "en af de mest intense og sammenbidte danske rapplader til dato", ligesom Politiken gav 5 hjerter og udtalte: "Marwans debutplade, ’P.E.R.K.E.R.’, er et uvurderligt indblik i en 27-årig palæstinensers hverdag i ghettoen i Århus Vest og en syngende lussing til Borgerdanmark."

## Politisk betydning
I nummeret Kom forbi tager Marwan afstand fra kapitalisme og understreger, at penge er vigtigt, men at værdier som familie og kærlighed ikke kan købes for penge. 
I nummeret Selvgjort Velgjort lægger Marwan desuden ikke skjul på, at han er tilhænger af venstrefløjen, f.eks. i omkvædet, hvor han bl.a. understreger, at han stemmer på De Røde.

## Nummerliste
- Ruller op feat. Troo.L.S.
- Selvgjort, Velgjort
- Holder jeres øre åben /Fjern sporet
- Sten i hans hånd
- Hva' så hvad feat. Suspekt
- Hva' du ude på?
- P.E.R.K.E.R.
- Min blok
- Intet håb
- Regel #1 feat. U$O og L.O.C.
- Du skylder feat. Suspekt
- Det Os
- Kom forbi
- Sten i hans hånd (remix feat. D.R)